# Vazzola
Vazzola (IPA: /vatˈtsɔla/, Vazòła in veneto) è un comune italiano di 6 717 abitanti della provincia di Treviso in Veneto.

## Origini del nome
Vazzola compare per la prima volta in un documento del 1322 come Lavaçola. Per Dante Olivieri deriva dal termine latino labes "rovina", "smottamento", con l'aggiunta dei suffissi -azz e -ola e la perdita della sillaba iniziale la-, interpretata come articolo.

## Storia

### Simboli
Lo stemma comunale è stato riconosciuto con DCG del 24 luglio 1929.
Il gonfalone è un drappo partito di bianco e di verde.

## Monumenti e luoghi d'interesse

### Architetture religiose

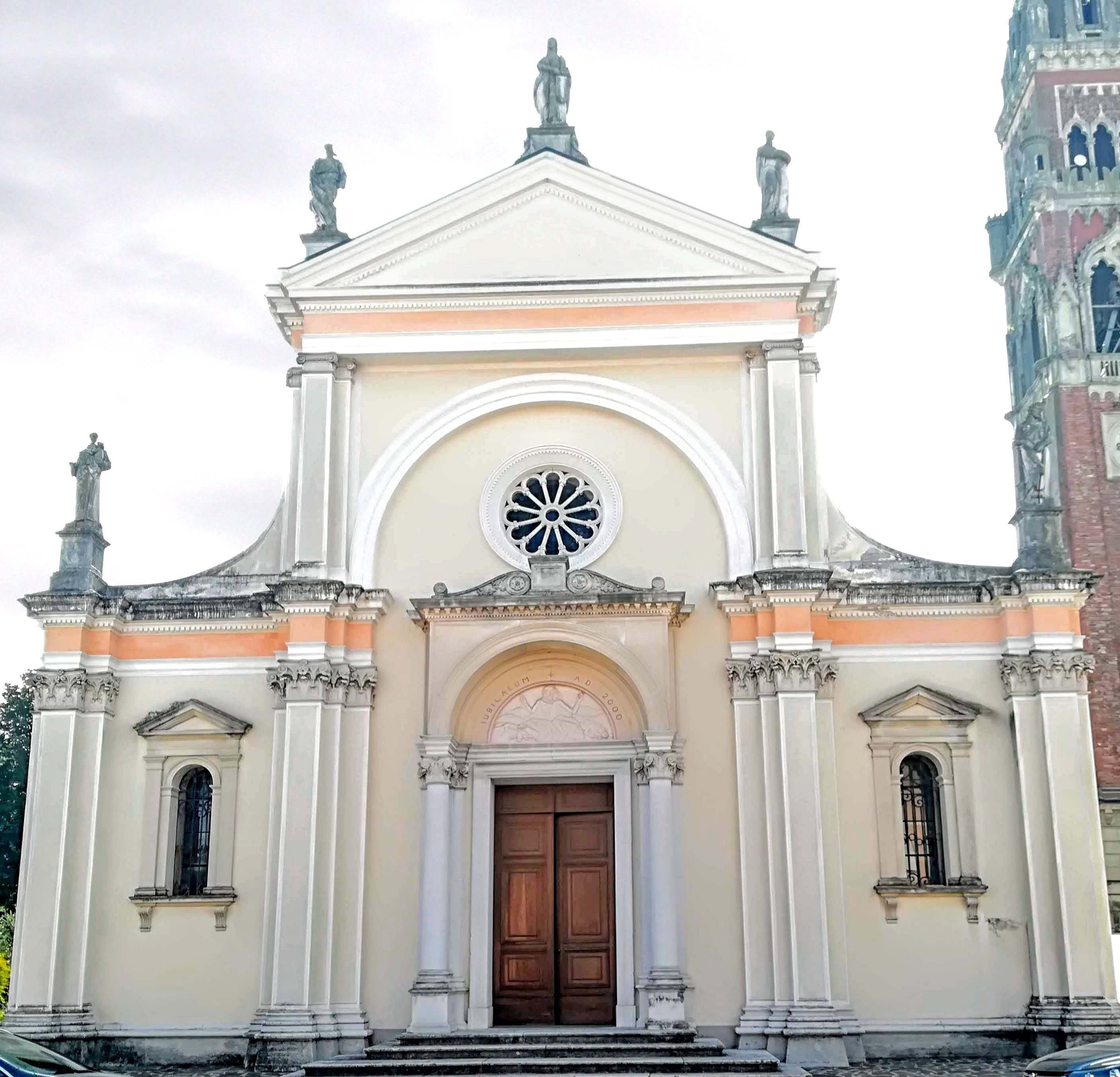
La chiesa di San Giovanni Battista

- Chiesa di San Giovanni Battista a Vazzola, in piazza Vittorio Emanuele, eretta nel 1400 e consacrata nel 1490, contiene l'affresco San Nicola di Bari tra san Girolamo e santa Caterina di Alessandria di Francesco Beccaruzzi e la pala dell'abside, intitolata La predica del Battista, attribuita a Giovanni Antonio Fumiani.
- Chiesa di San Martino a Visnà, in piazza Dante, ricostruita per la quarta volta nel 1921, dopo le distruzioni della prima guerra mondiale. Vi si trova l'altare di Sant'Anna, in legno dorato, di fine Seicento, sormontato dalla pala Madonna del Rosario, realizzata dal pittore veneziano Antonio Arrigoni. L'opera più preziosa e conosciuta della parrocchiale è il coro ligneo con le sue dodici formelle, dove sono raffigurati i fatti più celebri della vita di san Martino, tratti soprattutto dalla Legenda Aurea: questo capolavoro è opera dell’intagliatore Antonio Pigatti di Colle Umberto, che venne aiutato da suo figlio Giovanni e da Giacomo Rossetti, falegnami; di recente restauro (2020) l'opera, in legno di noce, riporta l’anno 1710. Guardando da vicino, il coro è formato da dodici sedili con formelle istoriate negli schienali, divisi da paraste figurate con frutti e angioletti tutti diversi, sormontate dalle statuine di Cristo benedicente e dei dodici apostoli: tra questi sono identificabili con sicurezza solo Pietro per le chiavi e Giovanni per l'aquila. Il terzo dei sei sedili addossati alla parete di sinistra è riservato al sacerdote; tra i sei della parete opposta, il quarto non ha piano e funge da porta per la sagrestia.
- Chiesa di San Francesco d'Assisi a Tezze di Piave, ricostruita nei primi anni venti del XX secolo su progetto di Luigi Candiani.

## Società

### Evoluzione demografica
Abitanti censiti

### Etnie e minoranze straniere
Al 31 dicembre 2020 gli stranieri residenti nel comune erano 911, ovvero il 13,6% della popolazione. Di seguito sono riportati i gruppi più consistenti:
1. Romania 163
2. Albania 159
3. Kosovo 101
4. Senegal 87
5. Marocco 80
6. Cina 65
7. India 43
8. Ghana 31
9. Bosnia ed Erzegovina 29
10. Croazia 28

## Sport

### Calcio
La principale squadra di calcio della città è l'A.C.D. Vazzolese 1963 che milita nel girone D veneto di Promozione. È nata nel 1963. I colori sociali sono il giallo ed il verde.